# P. Astresse
P. Astresse est un constructeur automobile français.

## Production

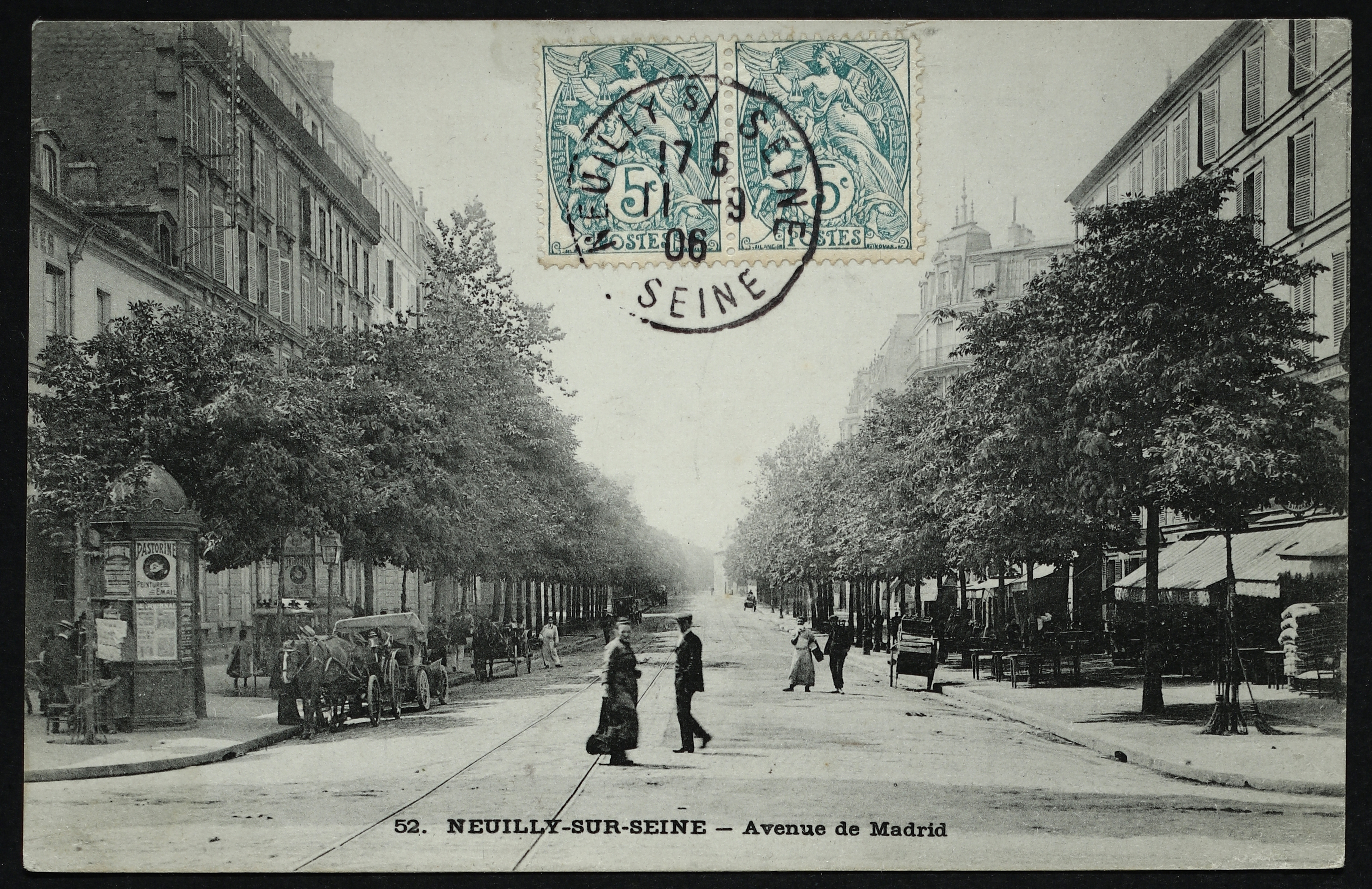
Avenue de Madrid (1899).

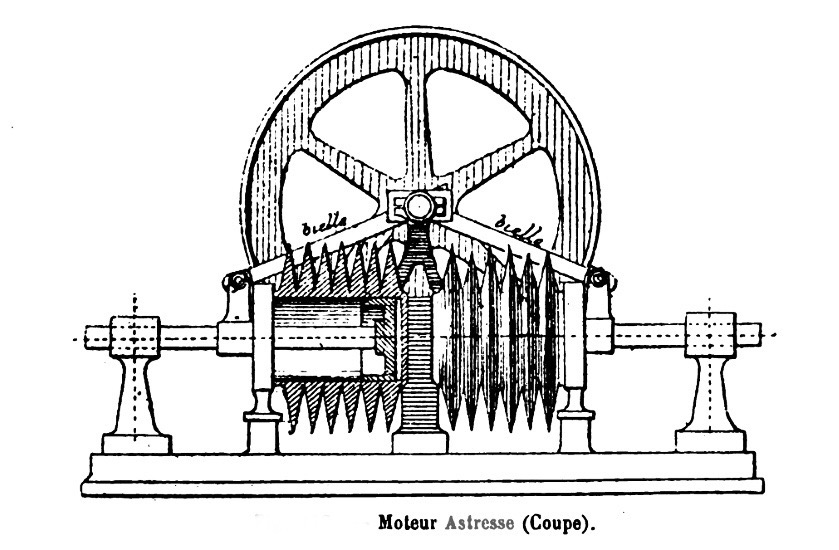
Astresse Moteur (1899).

L’entreprise basée à Neuilly a commencé à produire des automobiles en 1898. L’usine était située au 10, avenue de Madrid. Le nom de marque était Astresse. M. Astresse, demeurant au 128 rue du Bois-de-Boulogne, à Levallois-Perret, était titulaire de la licence Grivel pour construire des voitures et des tracteurs équipés de moteurs et de carburateurs Grivel.
Il avait dans sa gamme des voitures de 2 à 6 places, des fourgonnettes et des camions et des bus.
Comme nouveauté, il avait présenté un moteur quatre temps de 7 ch avec une vitesse de 1 800 tr/min.
Ses ateliers étaient équipés d’outils américains et pouvaient livrer deux ou trois voitures par mois, selon les modèles. On ne sait pas quand l’entreprise a de nouveau arrêté la production.